# Maria Malibran

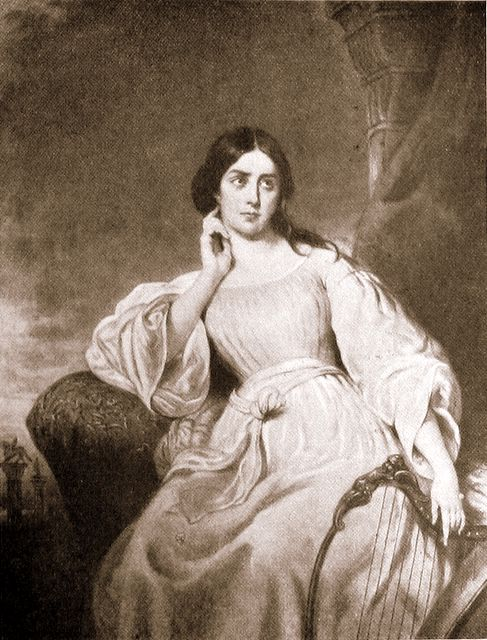
Malibran som Desdemona i Rossinis Otello ossia Il moro di Venezia.

Maria Malibran (även: María de la Felicidad García, María García de Malibran och  María Malibran de Bériot), född den 24 mars 1808 i Paris och död den 23 september 1836 i Manchester, var en spansk sångerska i det övre mezzosopranregistret som ofta sjöng roller i belcantooperor.
Maria Felicia García föddes i Paris av andalusiska föräldrar – fadern Manuel García var framstående tenor, kompositör och musiklärare. Både systern Pauline Viardot och brodern Manuel jr var berömda sångare. Fadern påstås lärt henne sång under tyranniska former. 1815 träffade familjen den italienske tonsättaren Rossini med vilken inledde Maria en livslång vänskap. 
1825 debuterade Maria som Rosina i Barberaren i Sevilla, med succé i London, där hon ersatte tidens stora primadonna Giuditta Pasta som insjuknat. 1825–1827 tog fadern med sig familjen till New York där Maria på nio månader sjöng huvudrollen i åtta operor. 1825 gifte sig Maria med den 25 år äldre amerikanske affärsmannen Eugene Malibran, men 1828 lämnade hon USA, enligt en del för att komma ifrån äktenskapet, enligt andra för att slippa undan den tyranniske fadern. 
1830 träffade hon den belgiske violinisten Charles de Bériot med vilken hon levde och gifte sig med när äktenskapet med Malibran 1835 upplöses via Lafayette, den franske hjälten från amerikanska frihetskriget vilken också sade sig vara förälskad i Maria. Under en ridtur i London 1836 kastades hon av hästen och avled några månader senare, den 23 september, i Manchester.
Hennes unika tolkningar av samtidens musik gjorde henne till dåtidens superstjärna. 2007 gjorde mezzosopranen Cecilia Bartoli ett försök på sin hyllningsskiva Maria att återskapa hennes mjuka röst med enorma höjd i koloraturen.